# Fotbal Club Vaslui
Lo Sporting Juniorul Vaslui, noto come Vaslui, è una società calcistica rumena con sede nella città di Vaslui. Fondata nel 2002 e sciolta nel 2014 sotto il nome di FC Vaslui , ha partecipato per nove stagioni consecutive alla Liga I, massima serie del campionato rumeno di calcio, ottenendo come miglior piazzamento un secondo posto al termine della stagione 2011-2012. Venne riorganizzato nel 2014. Milita in Liga IV.

## Storia
La squadra fu fondata nel 2002, ed ebbe tra i suoi principali finanziatori un uomo d'affari della città, ex arbitro internazionale, Adrian Porumboiu. Il club acquisì il titolo sportivo del Victoria Galati, società che si era trasferita a Vaslui. Il principale obiettivo era la promozione in Liga II, che fu conseguito alla fine della stagione 2002-2003 in virtù del terzo posto conquistato nel proprio raggruppamento in Divizia C. Alla seconda stagione in Divizia B, la squadra riuscì a conquistare la promozione in Divizia A, la massima serie nazionale. Questo è un record poiché nessuna squadra rumena, prima del Vaslui, è riuscita a conquistare la promozione nella massima divisione dopo soli tre anni dalla fondazione.
Nell'estate 2008, grazie al settimo posto conquistato al termine della stagione 2007-2008, ha partecipato alla Coppa Intertoto, vincendo il terzo turno finale contro gli azeri del Neftçi Baku (sconfitti a Baku per 2-1, hanno poi vinto il ritorno a Vaslui) e qualificandosi per il secondo turno di qualificazione della Coppa UEFA 2008-2009. In Coppa UEFA aveva poi raggiunto il primo turno, venendo eliminato dai cechi dello Slavia Praga per la regola dei gol fuori casa.
In campionato il Vaslui continuò a migliorare le proprie prestazioni, stando nelle prime posizioni della classifica, grazie anche agli investimenti fatti dal presidente Porumboiu. Nonostante una flessione nelle ultime partite di campionato, il Vaslui riuscì ad agguantare la qualificazione in UEFA Europa League all'ultima giornata in un vero e proprio spareggio contro l'Universitatea Craiova: la sconfitta per 2-1 costò alla squadra di Craiova la qualificazione in Europa League proprio a vantaggio del Vaslui. Al termine della Liga I 2009-2010 la squadra si confermò ai vertici del calcio rumeno, arrivando terza dopo aver lottato fino alla fine per la conquista del campionato. Raggiunse, inoltre, per la prima volta la finale della Coppa di Romania, venendo sconfitto dopo i tiri di rigore dal CFR Cluj. In Europa League si fermò per due stagioni di seguito ai play-off, senza riuscire a qualificarsi per la fase a gironi: nell'edizione 2009-2010 venne eliminato dall'AEK Atene (dopo la vittoria in casa per 2-1, venne sconfitto ad Atene per 3-0), mentre nell'edizione 2010-2011 venne eliminato dal Lilla (dopo il pareggio a reti bianche in casa, venne sconfitto a Lilla per 2-0).
Nel giugno 2010 la squadra venne affidata a Juan Ramón López Caro, ex allenatore del Real Madrid, e al termine della stagione la squadra confermò il terzo posto. La successiva revoca della licenza di Liga I al Timișoara, consentì al Vaslui di essere ammesso terzo turno preliminare della UEFA Champions League per l'edizione 2011-2012. Sconfitto dagli olandesi del Twente, il Vaslui venne retrocesso alla fase play-off della UEFA Europa League. Dopo aver sconfitto i cechi dello Sparta Praga, si qualificò per la fase a gironi, dove venne sorteggiato nel gruppo D assieme a Sporting Lisbona, Lazio e Zurigo. Venne eliminato dopo aver concluso al terzo posto. In campionato il Vaslui concluse al secondo posto a un solo punto di distanza dai campioni del CFR Cluj, dopo essere anche stato in testa alla classifica per un paio di settimane sul finire del campionato. La seconda partecipazione ai preliminari di Champions League nell'edizione 2012-2013 si concluse con l'eliminazione da parte dei turchi del Fenerbahçe e la successiva retrocessione in Europa League. Nella fase play-off affrontò l'Inter, venendo eliminato per la sconfitta 0-2 in casa e nonostante il pareggio per 2-2 allo stadio Giuseppe Meazza di Milano.
Nel corso della stagione 2013-2014 il Vaslui venne penalizzato di otto punti in campionato per debiti pregressi, ma vide successivamente gli otto punti restituiti. Concluse la stagione al quinto posto, ma non gli venne rinnovata la licenza di partecipazione alla Liga I. La società venne successivamente sciolta per problemi economici.
Nel 2014 venne riorganizzato dai tifosi con il nome di "ASS FC Vaslui" e nel 2020 ha organizzato con lo "Sporting Juniorul Vaslui" (club d'accademia di Vaslui) la formazione di una squadra con il nome di quest'ultimo militante in Liga III.

## Stadio
Lo stadio comunale fu ristrutturato con la promozione del club in Liga I. Ha una capienza di 16 500 posti, con tribuna stampa e tribuna d'onore coperta con accesso internet. Sono anche stati ricostruiti gli spogliatoi, gli uffici (sede del club) e l'impianto di irrigazione automatico.
Nell'autunno del 2007 è entrato in funzione l'impianto di illuminazione per incontri in notturna, undicesimo stadio rumeno con questa caratteristica.

## Palmarès

### Competizioni nazionali
- Liga II: 1

2004-2005

### Competizioni internazionali
- Coppa Intertoto UEFA: 1

2008

### Altri piazzamenti
- Campionato rumeno:

Secondo posto: 2011-2012
Terzo posto: 2009-2010, 2010-2011
- Coppa di Romania:

Finalista: 2009-2010
Semifinalista: 2008-2009, 2011-2012
- Liga II:

Secondo posto: 2003-2004

## Statistiche

### Partecipazione ai campionati
| Livello | Categoria | Partecipazioni | Debutto   | Ultima stagione | Totale |
| ------- | --------- | -------------- | --------- | --------------- | ------ |
| 1º      | Divizia A | 1              | 2005-2006 | 2005-2006       | 9      |
| 1º      | Liga I    | 8              | 2006-2007 | 2013-2014       | 9      |
| 2º      | Divizia B | 2              | 2003-2004 | 2004-2005       | 2      |
| 3º      | Divizia C | 1              | 2002-2003 | 2002-2003       | 1      |

### Partecipazione alle competizioni UEFA
| Competizione          | Partecipazioni | Debutto   | Ultima stagione | Totale |
| --------------------- | -------------- | --------- | --------------- | ------ |
| UEFA Champions League | 2              | 2011-2012 | 2012-2013       | 2      |
| Coppa UEFA            | 1              | 2008-2009 | 2008-2009       | 5      |
| UEFA Europa League    | 4              | 2009-2010 | 2012-2013       | 5      |
| Coppa Intertoto       | 1              | 2008      | 2008            | 1      |

### Statistiche nelle competizioni UEFA
Tabella aggiornata alla fine della stagione 2019-2020.
| Competizione                  | Partecipazioni | G  | V | N | P | RF | RS |
| ----------------------------- | -------------- | -- | - | - | - | -- | -- |
| UEFA Champions League         | 2              | 4  | 0 | 2 | 2 | 2  | 7  |
| Coppa UEFA/UEFA Europa League | 5              | 20 | 6 | 8 | 6 | 20 | 22 |
| Coppa Intertoto               | 1              | 2  | 1 | 0 | 1 | 3  | 2  |